# Valtellina
A Valtellina (lombard nyelven Valtulina, németül: Veltlin) tájegység Olaszország északi részén, a svájci határ mentén, mely az Adda folyó völgyét és mellékvölgyeit foglalja magába.
Nevét feltehetően a völgyvonulat középtáján található Teglio helyén fekvő ősi Tellius nevű településtől kaphatta. A korábbi évszázadokban az egyik legjelentősebb alpesi hágó volt, amelynek birtoklása nagy stratégiai jelentőséggel bírt, és ellenőrzéséért komoly harcok folytak, különösen a harmincéves háborúban.
Napjainkban síterepeiről, hévizes forrásairól, sajtjairól és borairól ismert. 2006-ban Valtellina több más olasz borvidékkel együtt felkerült az UNESCO Világörökség javaslati listájára.

## Földrajz

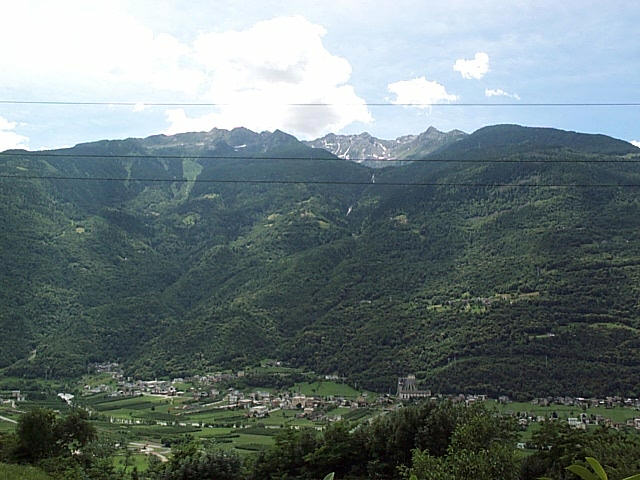
Valtellina látképe

Valtellina Lombardia tartományhoz, azon belül Sondrio megyéhez tartozik. Területe az északkeleten elhelyezkedő Bormio-katlantól nyugatra, az Adda folyónak a Comói-tóba történő torkollásáig terjed. A Valtellina két egymástól jól elkülönülő völgyszakaszból áll. A felső-Valtellina egy főleg déli-, illetve délnyugati lefutású keskeny és mély fekvésű völgy, amely lényegében Tiranóig terjed. Innen a völgy hirtelen kanyarodással nyugatnak fordul, Ezt a szakaszt nevezik alsó-Valtellinának.
A felső Valtellina–völgyszakaszt keletről az Ortler-csoport (Ortler: 3899 m), nyugatról pedig a Grosina-Alpok (Cima di Piazzi: 3439 m) veszik közre. Az alsó-Valtellina völgyszakaszt északról a Bernina-hegycsoport (Spluga: 2845 m, Disgrazia: 3678 m), dél felől pedig a Bergamói-Alpok (Diavolo: 2926 m, Coca: 3052 m) vonulata szegélyezi.
Az északkeleti végpontot jelentő Stilfser-hágótól (Paso Stelvio, Stilfserpass: 2757 m), egészen a Comói-tó partján levő Delebióig – mindvégig az Adda folyót követve – végigfut a 38. sz. főközlekedési út, továbbá a vasútvonal Deletólntól Tiranóig, s itt csatlakozik a svájci Bernina-hágó útjához és a Bernina-vasúthoz.
A völgy alsó szakasza egy részét képezi annak a Periadriai-ároknak, amely a Comói-tótól kezdődően egészen a szlovéniai Karavankákig húzódva választóvonalat képez a központi Keleti-Alpok és a Déli-Alpok között. Habár a völgyvonulat területén értelemszerűen nincsenek magashegyi hágók, a történelem során mégis mindig kiemelkedő jelentőséggel bírt, mind stratégiai-, mind gazdasági- és regionális közlekedési vonatkozásban. Ezt annak köszönheti, hogy területéről indulnak ki azok a hágó-utak, amelyek észak-déli irányban keresztülvezetnek a központi, Keleti-Alpokon. Nevezetesen:
- Nyugati végpontjából, Ciavenna érintésével Svájcba lehet eljutni a (36. sz. úton) a Splügen-hágón (2113 m) át a Hátsó-Rajna (Hinterrhein)-völgyben Churig, vagy a (37. sz. úton) a Maloja-hágó-n (1815 m) át az Inn-völgyi Engadinba.
- A Valtellina északkeleti végpontján Európa egyik legmagasabb fekvésű  hágóján, a Stilfser-hágón át vezet a 38. sz. út a dél-tiroli Adige (Etsch)-völgyébe, olasz néven a Val Venostába (németül Vinschgau). Közvetlen közelbena hágóútból ágazik ki a svájci Val Műstair-ba vezető, kifejezetten nehéz Umbrail-hágó (2501 m) is.
- A völgyvonulat töréspontja környékéről, Tiranóból indul a Bernina-hágó-hoz (2328 m) vezető hágó-út és  a Bernina-vasút. Kissé délebbre, ugyancsak a 38. sz. főközlekedési útból ágazik el – az előzőkben már jelzett Periadriai-árok-ban – az Aprica-hágó-n (1172 m), Edolo-n és a Tonale-hágó-n át – keleti irányba haladó  39. sz főközlekedési út (híres velencei történelmi kalmárút, mai elnevezése: Val di Sole, jó hírű télisport-paradicsom).
- A két völgyvonulathoz illeszkedik Edolónál a délre haladó Camonica-völgy (egyes források Valcamonica-ként említik), a világörökség-jegyzékben szereplő őskori szabadtéri sziklarajzaival és jelentős nehéziparával.

A tájegység jelentősebb települései: Delebio (a völgy legnyugatibb jelentős települése, nyugati határából indul a 38. sz. főközlekedési út, itt autópálya-csatlakozás), Morbegno (nagyobb település, a Bergamói-Alpok szívébe vezető mellékutak elágazási helye), Sondrio (megyeszékhely, mellékutak leágazása északra, a Bernina déli nyúlványaihoz), Teglio (a 38. sz. főútból keleti irányba itt ágazik el a 39. sz. főút, közvetlen közelében van az Aprica-hágó hajtűszakasza és Aprica (hágótelepülés, ma jelentős télisport-bázis), Edolo ( a 39. sz. főút itt torkollik a Camonica-völgy felől érkező 42. sz. főútba, Tirano (A Bernina-út és -vasút érkező települése), Bormio (közlekedési csomópont, elágazás az Alsó-Engadin és a Bernina-hágó, Livigno felé, továbbá keletre, Valturva és a Gavia-hágó felé.

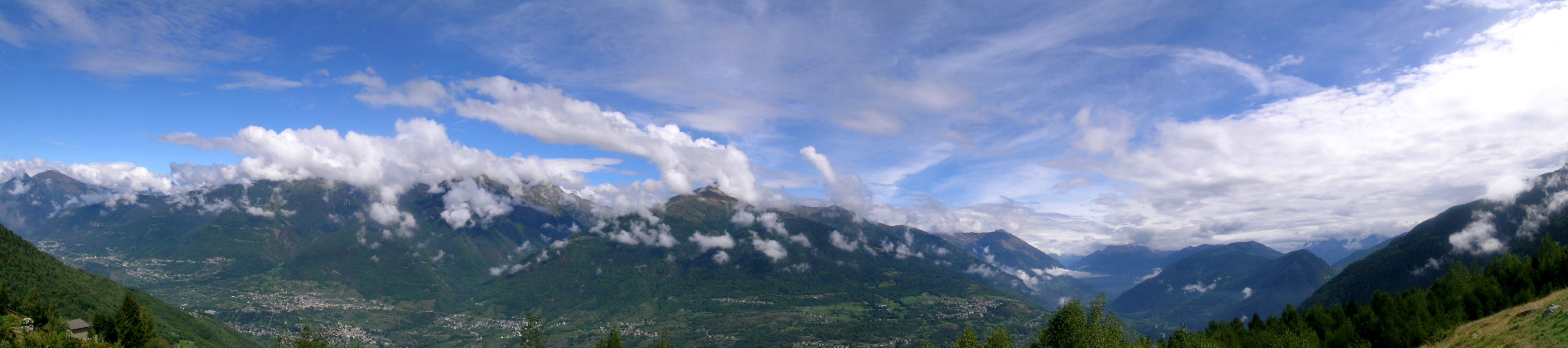
Valtellinai panoráma

## Történelem
A közeli környéken, az Edolótól délre nyúló Camonica-völgy területén fellelt (világörökség-) sziklarajzok tanúsága szerint ez a vidék az i.e. 4-6. évezredtől lakott volt. A feltehetően ligúr származású cammon-törzs a római hódításig őslakosnak számított.

### Ókor
Valtellinát az ókorban kelta-, ligur- és etruszk törzsek népesítették be. Erről, mint a római megszállást megelőző helyi viszonyokról, római írók – többek közt Vergilius, Martialis és az ifjabb Plinius – műveiből van tudomásunk. A környék szőlőkultúráját és ültetvényeit a ligúrok hozták magukkal.

### Kora középkor
A régészeti  kutatások  eredményei jelzik, hogy a korai középkorban Valtellinát a longobárdok szállták meg. A 8. század során a völgyet Nagy Károly a párisi Szent Denis bazilikának adományozta. A birodalmi hatalmat a comoi püspökség gyakorolta.
A Chiavenna, Poschiavo és Bormio városok völgyszövetségi területe feletti hatalom gyakorlása a churi és a comoi püspök között váltakozott. Ez azonban csak az egyházi igazgatásra terjedt ki.
A comói térség 1335-ben a Milánói Hercegséghez került. 1348-ig Milánó kiterjesztette hatalmát az egész Valtellinára, ezen belül Chiavenna, Bormio és Poschiavo településekre is. A legutolsó völgyi szövetség 1408-ban Gotteshausbund néven alakult és ennek következtében a svájci Hármas Szövetség szabadállamának részévé vált.

### A szövetségi uralom 1512-ig

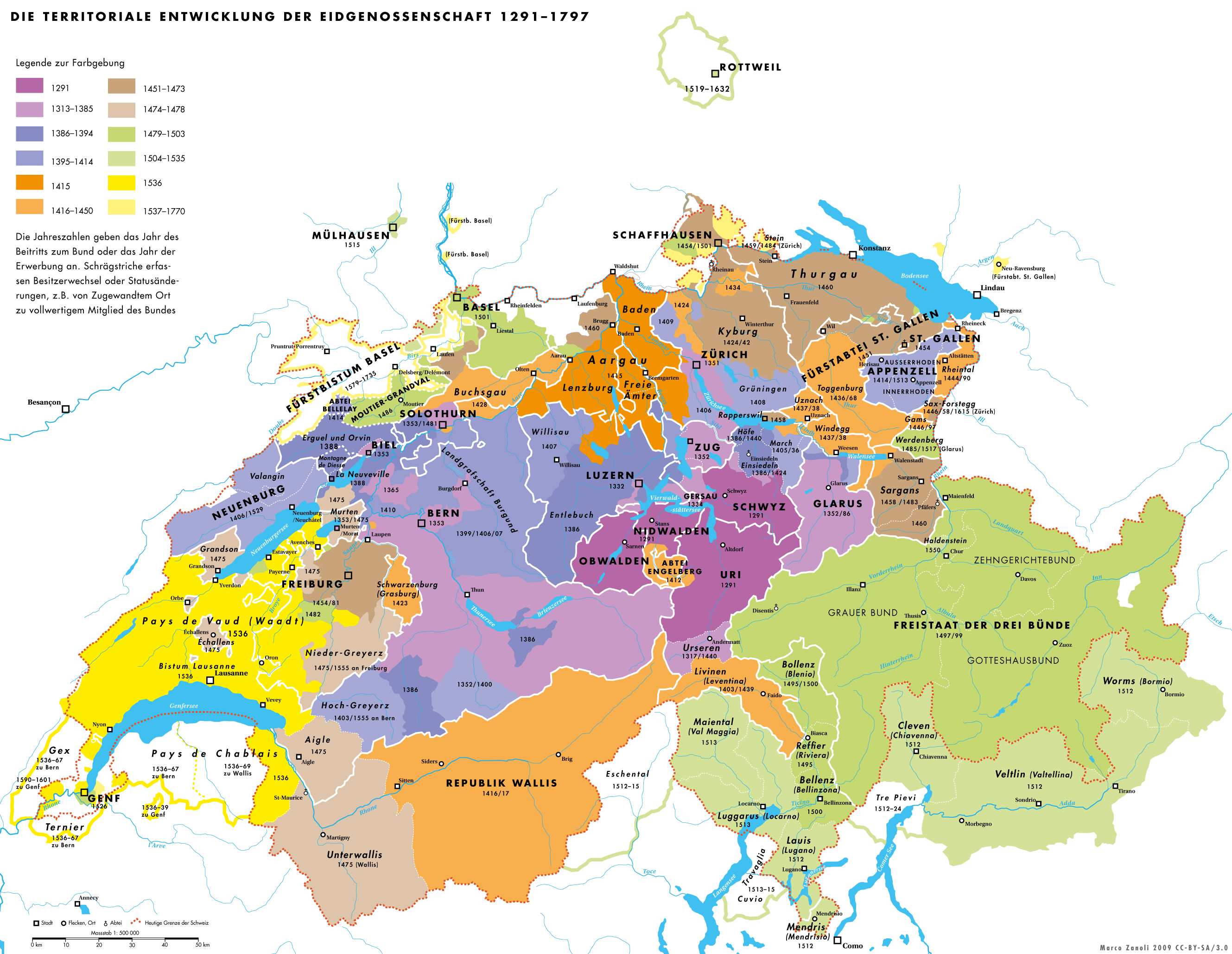
A Svájci Konföderáció területi fejlődése 1291–1797

A Hármas Szövetség (más néven: Eidgenosse = a svájci államszövetség) már 1486-ban megkísérelte hatalmát az egész Valtellinára kiterjeszteni. Az cambrai-i liga háborúi során „milánói háborúként” (Mailänderkriege) ismertek a Völgyszövetség (Chiavenna, Veltlin és Bormio) feletti uralomért folyó támadásai, melynek során 1512-ben Valtellina, Bormio és Chiavenna grófságok a svájci Eidgenossenschaft alárendelt tartományává váltak.
A Chiavenna, Veltlin és Bormio völgyszövetségi városok – történelmileg – egymás közt is eltérő jogokkal és szabadsággal rendelkeztek, s ezt a Hármas Szövetség is tiszteletben tartotta - illetve ki is használta. A legnagyobb autonómiát Bormio élvezte, ahol csak az adminisztrációs tevékenységet látták el a szövetségi hivatalnokok. A legkisebb jogokkal pedig Veltlin rendelkezett, ahol a teljes bíráskodás és adminisztráció a Hármas Szövetség kezében volt. A hatalommal szemben az alárendeltek nem alkottak egységet, céljakban és gondolkodásmódjukban sem, mert az eltérő privilégiumaik különbözősége megosztotta őket.
A Hármas Szövetség alá rendelt terület igazgatása a „Gouverneur” kezében volt, aki egy vikáriussal együtt Sondrióban székelt. Bormióban, Chiavennában és Veltlinben – a Terzieri részeiként – egy, a Gouverneur alá tartozó podeszta gyakorolta a Szövetség hatalmát. Valamennyi hivatalnokot a Hármas Szövetségi állam Bundestag-ja (parlamentje) választotta, a megszállt területek lakosságának megkérdezése nélkül.
Az egyedüli adó, amelyet ez időben a Szövetség kivetett, az adminisztrációs költségek fedezetét biztosította. Az államnak csak vészhelyzet esetén volt joga a rendszeres adót különbevételként megemelni. Mindemellett természetes, hogy az egyes településeken végzett infrastruktúra-fejlesztések anyagi fedezetét a településeknek viselniük kellett. Ez alól azonban a tartományi földtulajdonosok explicit kivételt élveztek.
A helybeli nemesség, amely a milánói uralom idején a hivatalokat birtokolták, politikai előjogaikat részben megőrizték, s képviselőik főként a völgyszövetség, a Tercieri és települési alacsonyabb közigazgatási posztokban megmaradtak.

### A szövetségi zavargások
Milánó utolsó Sforza-házi hercege 1535-ben utód nélkül elhunyt, kitört a Habsburg–Valois háború, a Habsburg Birodalom Valtellinára is ki akarta terjeszteni a Habsburg-uralmat. Ettől kezdve Valtellina – mint a Tirol és Észak-Itália közt területi kapcsolatot biztosító térség – kiemelkedő stratégiai jelentőségre tett szert. Ennek megfelelően mindent elkövettek, hogy Valtellina Milánóhoz visszakerülve a birodalom részévé forrjon.
A reformáció idején Valtellina nagyrészt katolikus maradt, nagyrészt annak visszahatásaként, hogy a Hármas Szövetség a reformáció kiterjesztését erőltette. Különösen a völgyszövetség olasz nyelvű települései, Bergell és Poschiavo váltak a reformációt pártoló olasz nyelvű propaganda centrumaivá. Ez vallási konfliktust eredményezett a katolikus vallás alá tartozók és a reformált szövetségiek között.
A katolikusok -  különösen a kitört harmincéves háború idején - a Habsburgok oltalma alá kérték magukat. 1620-ban, a „valtellinai halál” (Veltliner Mord) alkalmával mintegy 600-700 református családot öltek meg, melynek hatására aztán a reformáció terjeszkedése megállt. Ezért a Hármas Szövetségiek 1639-ig elvesztették az ellenőrzést a katolikus spanyolok oldalán felkelt Valtellina felett. Azt követően azonban, amikor a Szövetségiek a Habsburg oldalra pártoltak át, a spanyolok Valtellinát ismét visszaadták. (Conrad Ferdinand Meyer svájci író „Jürg Jenatsch” című regényében dolgozta fel ezeket az eseményeket.)

### Az Itáliához tartozó Valtellina 1797-től

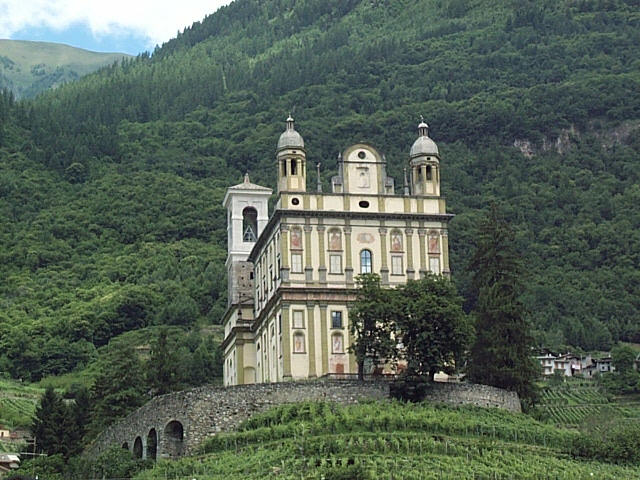
Tresivio temploma

A svájci Szövetség uralma Valtellina fölött 1797-ben, a Campo Formió-i békeszerződéssel véget ért, a terület a Napoléon Bonaparte tábornok által kreált „Ciszalpin Köztársaság” (Repubblica Cisalpina) része lett. 1815-ben a bécsi kongresszus Valtellinát az újonnan létrehozott, Ausztriával perszonálunióban álló Lombard–Velencei Királyságnak ítélte.
Veltellinának a svájci Graubündennel való egyesítése több szempontból is kívánatos lett volna. A nagyhatalmak azonban – különösképpen Ausztria –  erre nem mutattak érdeklődést, különösen azért, mert a terület stratégiai fontossága miatt nem akarta a kezei közül kiadni.
Más részről, a szövetségiek maguk sem nagyon kívánták az egyesítést, vagyis Valtellinát a Graubünden kantonnal egyenlő jogokkal átvenni, mivel ily módon a graubündeni kanton lakosságában az olasz- és katolikus elemek túlsúlyra jutottak volna. Valtellina belement volna az egyesítésbe, azonban csak  önálló kantonként, vagy Graubündennel egyenlő jogállással. Az egyesítési gondolat mindennek ellenére továbbra is fel-felmerült, egészen a 20. századig. 1859-ben Valtellinát Lombardiával együtt a Szárd–Piemonti Királyság annektálta, majd 1861-ben beolvasztották az új Olasz Királyságba.

### A modern idők

#### Mussolini utolsó ellentámadása
A második világháború utolsó hónapjaiban az olasz diktátor, Benito Mussolini az Olasz Szociális Köztársaság (RSI) más fasiszta vezetőivel együtt  egy utolsó ellentámadást kezdeményezett a Valtellinában előrenyomuló szövetséges  csapatokkal szemben. Az ötlet fő támogatója Alessandro Pavolini, a Fasiszta Párt titkára volt, aki Mussolinivel karöltve 1944 szeptemberében vetette fel ezt az ötletet. Rámutatott rá arra, hogy ez a völgy tele van az első világháborúból származó erődítményekkel, s emellett még saját áramfejlesztő teleppel  is  rendelkezik.
1944 utolsó hónapjaiban a Mussolini kormány élelmiszer és lőszertartalékokat kezdett szállítani erre a területre. 1945 januárjára azonban még mindig nem született határozott döntés a Valtellinában történő bázis kialakításáról. A németek, akiket Rudolph Rahn nagykövet képviselt, ellenezték az ötletet. Márciusban, a Pó völgyében előrenyomuló szövetséges csapatok kapcsán a Mussolini-kabinet újból felvetette az ötletet. Rodolfo Graziani marsall, az RSI katonai vezetője szerint azonban a háborút már elvesztették, ezért ő ellenezte az ötletet. Emiatt aztán az ügyben nem is történt konkrét katonai lépés. Áprilisban Pavolini újból elővette a tervezetet, melyet „az 50 000-ek hőstörténetének” nevezett, s amely azt jelentette, hogyha megvalósul a Valtellinába tervezett állomáshely, akkor 50 000 feketeinges követte volna Mussolinit.
A németek, akik ekkor már olaszországi csapataik megadásáról tárgyaltak a szövetségesekkel, szintén határozottan ellenezték a tervet. Filippo Anfuso, az RSI külügyi (másod)titkára rámutatott arra, hogy a völgy nagy része akkorra már az olasz partizán csapatok kezére került. Április közepére a Valtellina-tervezet már nem tűnt megvalósíthatónak. Noha Mussolini még mindig dédelgette a „hősies halál” képzetét, a tervezet többé nem kapott komoly támogatást. Amikor Mussolini április 25-én elhagyta Milánót és északra ment, valószínűsíthető, hogy a Valtellinába tartott, de ez pontosan már sohasem derült ki. Néhány emberének azt mondta, hogy Bolzanóba igyekszik, hogy csatlakozzon a német csapatokhoz. Olasz partizánok azonban április 27-én elfogták, meghiúsítva utolsó menekülési kísérleteit.

## Infrastruktúra
Ipari fejlettségét tekintve, a terület arról volt híres, hogy itt épült a világ egyik legelső villamos működtetésű vasútvonala. A Valtellinának nevezett vonal villamosítása 1902-ben kezdődött, háromfázisú, 3000 V-os feszültséggel, melyen 70 km/órás maximális sebességet érhettek el. A rendszert egy magyar mérnök, Kandó Kálmán tervezte, aki a budapesti székhelyű Ganz cég főkonstruktőre volt. Mechwart András, a Ganz gyár akkori igazgatója 1898-ban Kandó Kálmánnal konzultálva vállalta el az olaszországi Valtellina-vonal 3000 V-os háromfázisú, 15 Hz-es vasútvillamosítását. Kandónak ez volt az első önálló fejlesztése. Amikor 1902. szeptember 4-én ünnepélyesen átadták a vonalat, ez volt a világ első, nagyfeszültségű váltakozó árammal működtetett vasútvonala. Táplálására az Alpokból lefutó folyók vízienergiájából nyerték az áramot.

### Térképek
- Editori Tabacco: Dolomiti Tirolo 2005 M = 500 000 – ISBN 978 8883 150 531
- ADAC Auto Atlas Europa 2004/2005. - ISBN 3-8264-1374-1
- Freitag-Berndt: Wander- Rad- und Freizeitkarte WK 022 – ISBN 978-3-85084-703-2
- Freitag-Berndt: Freizeitführer WK 022 - ISBN 978-3-85084-703-2
- Freitag-Berndt: Tirol / Vorarlberg 2005. -  M: 1:200 000
- Freitag-Berndt: Osttirol / Kärnten 2005. -  M: 1:200 000
- Freitag-Berndt: Svájc 2005. M = 1: 450 000